# 389P/Siding Spring
389P/Siding Spring, precedentemente nota come P/2006 R1 (Siding Spring), è una cometa periodica che è stata scoperta nell'ambito del programma Siding Spring Survey su immagini ottenute dall'astronoma Donna M. Burton.
La cometa, nonostante abbia le caratteristiche per essere inserita nella famiglia delle comete gioviane, appartiene alla famiglia delle comete halleidi in quanto la sua orbita è retrograda.